# Martin Bachofen

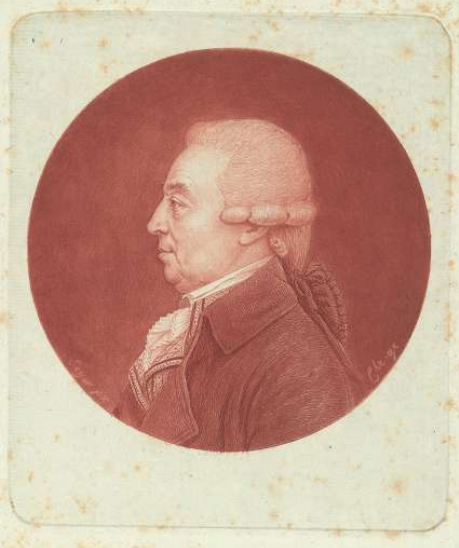
Martin Bachofen

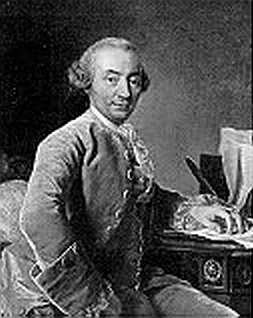
Martin Bachofen; Porträt von Joseph Esperlin (1707–1775), gemalt 1768 nach einer Originalvorlage von Alexander Roslin (1718–1793). Die mehrfach kopierte Vorlage Roslins entstand während eines Paris-Aufenthaltes des Ehepaares

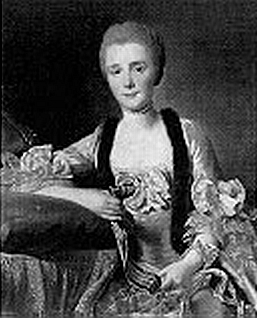
Margaretha Heitz, seine Ehefrau. Das Porträt entstand ebenfalls 1768 auf dieselbe Weise

Martin Bachofen (* 23. März 1727 in Basel; † 10. Februar 1814 ebenda) war ein Basler Seidenband-Fabrikant und -Händler, Kunstsammler sowie Bauherr des Rollerhofes in Basel und von Schloss Ebenrain bei Sissach.

## Leben und Werk
Nach dem Besuch des Gymnasiums in Basel und einer kaufmännischen Ausbildung in Genf und im Ausland trat Martin Bachofen 1748 als Teilhaber in die Fabrik seines Vaters Johann Jacob Bachofen (1701–1784) in Basel ein. 1758–1780 führte er die Firma allein und 1780–1795 gemeinsam mit seinem Sohn Johann Jacob. Die Textilindustrie, speziell die Anfertigung von Seidenbändern, war im Raum Basel zur damaligen Zeit ein bedeutender Wirtschaftszweig. 1752 heiratete Bachofen Margaretha Heitz. 
1758 erwarb er den Rollerhof auf dem Basler Münsterplatz, der bis zur Reformation Wohnsitz eines adligen Domherren gewesen war. Er liess ihn bis 1770 durch den Basler Baumeister Johann Jacob Fechter (1717–1797) zu seinem Wohn- und Geschäftssitz umbauen. Heute befindet sich im Erdgeschoss des Gebäudes das Restaurant des Museums der Kulturen. Daneben kaufte Bachofen weitere Liegenschaften in der Stadt, 1767 den Schürhof (unmittelbar neben dem Rollerhof) und 1782 den Reinacherhof.
1774–1776 liess Bachofen nach Plänen des Basler Barockarchitekten Samuel Werenfels (1720–1800) den Landsitz Ebenrain bei Sissach anlegen, einer der bedeutendsten spätbarocken Landsitze in der Nordwestschweiz. Der für die Basler Patrizier unüblich weit von der Stadt entfernte Standort (damals etwa vier Wegstunden) wurde gewählt, da sich dort große Jagdreviere befanden. Für den Entwurf des zugehörigen Barockgartens engagierte Bachofen den renommierten Berner Architekten Niklaus Sprüngli. Kurz vor seinem Tod begann er, die Anlagen im landschaftlichen Stil umgestalten zu lassen. 1817, drei Jahre nach seinem Tod, verkaufte seine Frau den Landsitz an einen anderen Basler Händler.
Bachofen war auch Kunstliebhaber. Ab 1756 erwarb er eine bedeutende Sammlung deutscher Meister des 18. und niederländischer Alter Meister des 17. Jahrhunderts. Seit 1791 gehörte er der Helvetischen Gesellschaft an, an deren Versammlungen er schon seit 1789 als Gast beigewohnt hatte.